# 피닌파리나

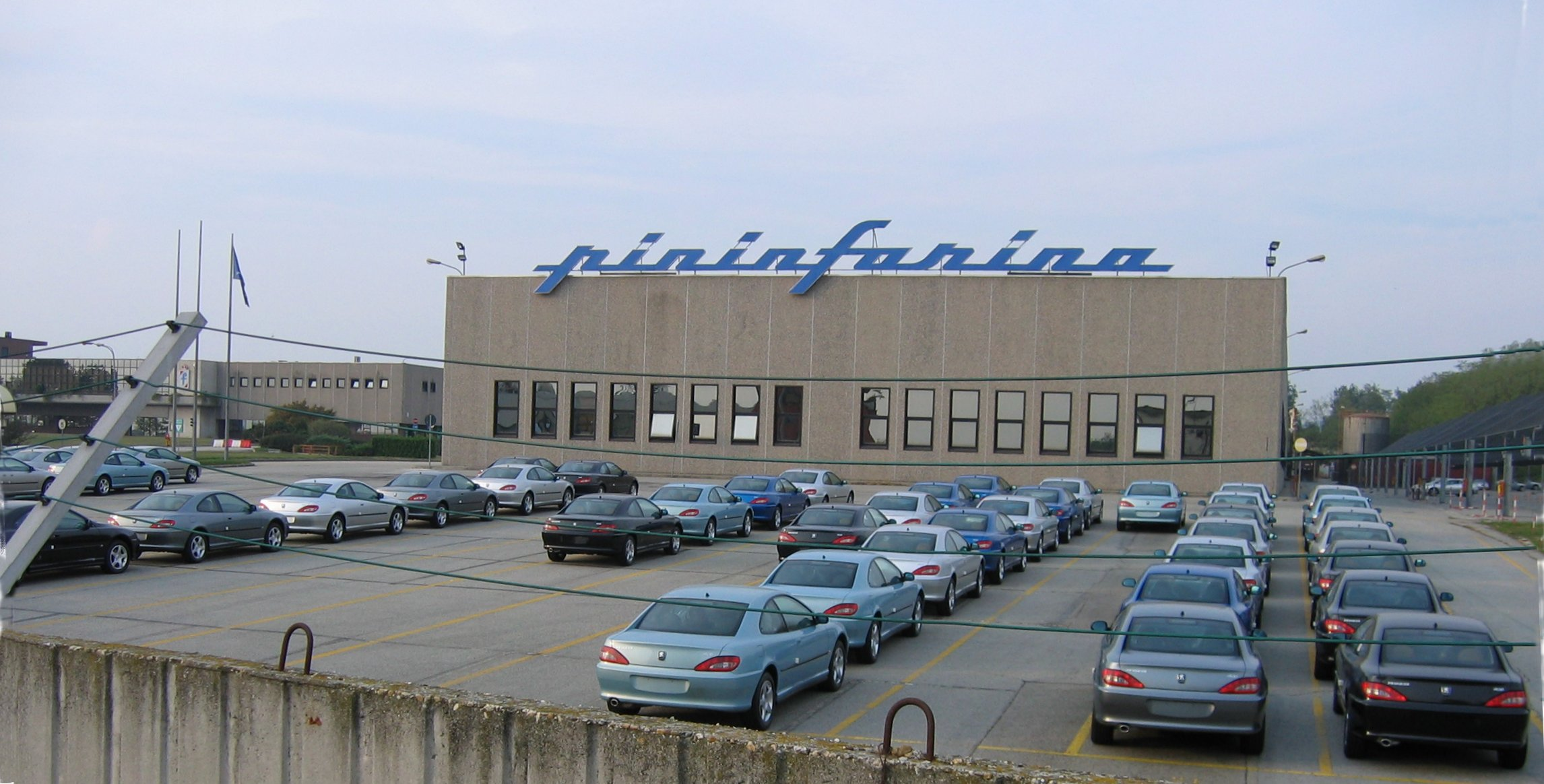
피닌파리나

피닌파리나(Pininfarina)는 바티스타 파리나가 1930년 창업한, 이탈리아의 자동차 디자인, 제작 회사이다.

## 같이 보기
- 마그나 슈타이어